# ラザナンドロンゴベ
ラザナンドロンゴベ（学名：Razanandrongobe、マダガスカル語で「巨大なトカゲの祖先」の意）は、マダガスカルの中部ジュラ系に由来する、セベコスクス類に属する捕食動物の属。ホロタイプ標本は MSNM V5770 であり、上顎骨断片と複数本のバラバラな骨がホロタイプに割り当てられている。化石は中期ジュラ紀バトニアンにあたるマジュンガ州イサロIII累層の岩石ユニットから産出した。この顎断片と歯は獣脚類の恐竜やワニ形上目を代表する骨に類似しており、記載論文執筆者は本属をいずれかのグループに分類することを控えた。頑強な歯は骨を砕くことに用いられたと推測され、小歯状突起はティラノサウルスのものを上回るほど大型であった。

## 記載

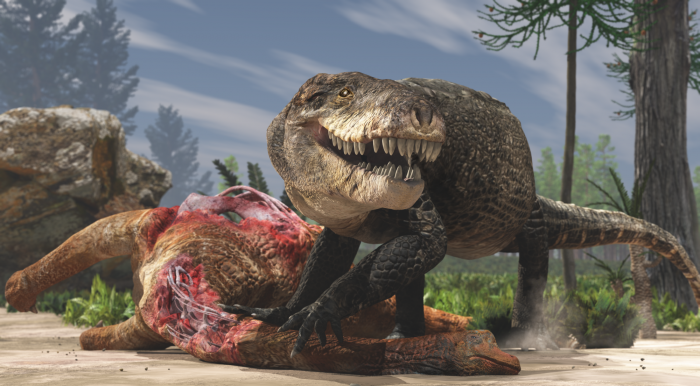
生体復元。身体は思弁的に復元された

利用できる化石に基づくと、ラザナンドロンゴベはメソエウクロコダイリアのジュラ紀最大の属である。生体では、頭骨長は88センチメートルと推定されるバリナスクスを上回った可能性が高い。

### 吻の骨

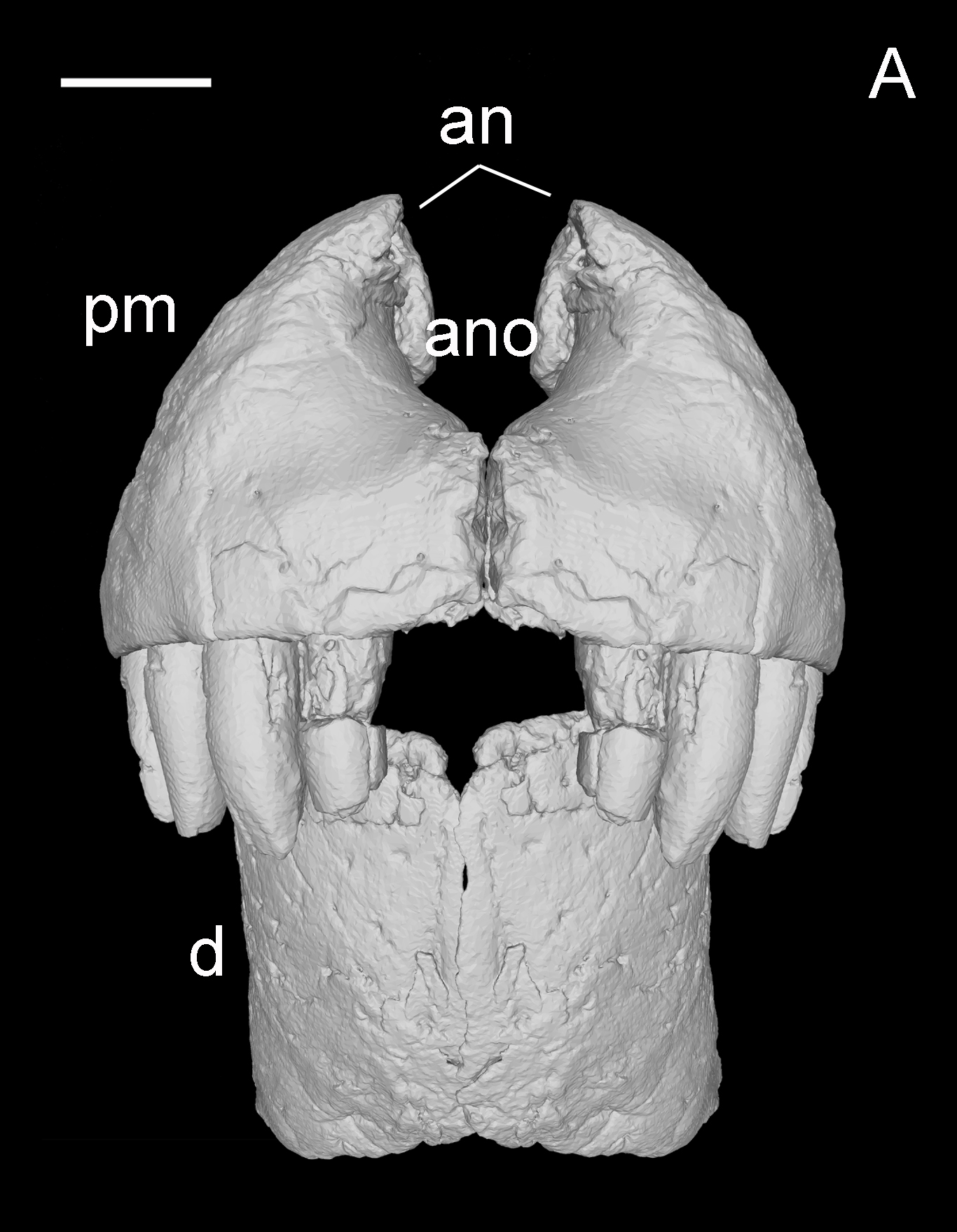
正面から見た吻部の復元。骨の外鼻孔が ano と表記されている

ラザナンドロンゴベの頭骨は高度に特殊化を遂げており、吻部は頑丈でU字型に丸みを帯び、ダコサウルスと同様に幅よりも高さがありドーム状であった。吻部の正面には骨鼻口 (apertura nasi ossea) が前方に面し、正中線で癒合する。頭頂孔は滑らかで、外鼻孔の高さから歯の高さまで拡張して下る。前上顎骨の残骸の表面は丸みを帯び、突起と隆起と窪みに覆われていた。口蓋には2つの亜円形の窪みが吻部正面に確認でき、口と閉じた際に下顎最前方の2組の歯がここに合致する仕組みである。上顎骨の口蓋部位は前上顎骨の底部の縁には近くなく、前上顎骨の幅と同程度の長さを持つ大きな切歯孔を残す。歯列の内側には畝間と隆起に覆われた「歯周棚」(paradental shelf) が存在する。
上顎骨は前上顎骨に似て高く丈夫であり、歯周棚もその表面に続く。口蓋の表面は珍しく歯列の上高くに位置し、歯槽の深さの約半分におよぶ。眼窩の下で上顎骨口蓋が最も厚くなる。この位置で上顎骨口蓋が口蓋骨のなす口蓋部位と接し、下眼窩窓の境界を形成する。このように、ラザナンドロンゴベの口蓋はアラリペスクスを含むジフォスクス類に類似する。上顎骨の内側には滑らかな溝が存在し、アリゲーターにも見られるような頭骨の含気性を示している可能性がある。

### 下顎
吻部と同様、下顎もまた高く頑丈である。特異的なことに、下顎の先端には歯が存在せず、その領域では歯骨部位が1本以上の歯の直径に対応する。顎の正面は骨の内側で癒合し、癒合部位の20%近くに筋が走って板状骨の附随を示す。前上顎骨と同様に、歯骨の外側表面はテクスチャ構造をなし、緻密なジグザグ状の血管ネットワークを持つ。内側表面では、歯列にすぐ隣接して窪みの列が存在し、顎の後方に向かって一つの溝に統合される。歯骨の頂点縁は正面で凸状をなし、それから凹状領域へ変化する。

### 歯
ラザナンドロンゴベの左右それぞれの前上顎骨歯は5本、上顎骨歯は最低で10本、歯骨の半分で8本である。歯槽の大半は亜円形であるが、歯骨前方と上顎骨の歯槽の内側半分は長方形をなす。これらの全ては前後の長さよりも広い幅を持ち、方向は垂直に近い。大型の歯槽間の距離は小型の歯よりも小さく、分かれた表面は歯周棚のように装飾を受けている。歯自体は珍しく、大きな鋸歯状構造が前後側に並び、比率としてはティラノサウルスといった恐竜と比較しても大型である。歯は厚く、狭窄せず、わずかに湾曲しており、断面は亜楕円形からU字型あるいはサリノン型である。最も小さい歯は球形をなす。哺乳類の犬歯のように特に肥大した歯はないが、前方3本の歯骨歯は残りの歯よりも大型である。